# Кемпински, Бертольд
Бертольд Кемпински (нем. Berthold Kempinski; 10 октября 1843, Рашкау — 14 марта 1910, Берлин) — немецкий торговец вином и ресторатор еврейского происхождения. Его фамилия осталась увековеченной в названии гостиничной сети Kempinski.

## Биография
Родился 10 октября 1843 года в городе Рашкау, Пруссия (ныне Рашкув, Польша).
Окончил католическую гимназию в городе Острув-Велькопольский. После получения аттестата зрелости он со своим братом Морицем в 1862 году организовал винный магазин Kempinski & Co. во Вроцлаве, который под именем Kempinski действует до сих пор.
В 1872 году вместе со своей женой Хелен Бертольд переехал в Берлин, где с разрешения своего брата под тем же именем открыл винный магазин. Предприниматель быстро достиг успеха, и имя «Кемпински» стало известно далеко за границами Германии.
В июле 1889 года Кемпински открыл на Лейпцигской улице в Берлине ресторан с несколькими залами в модном тогда стиле ар-деко на две с половиной тысячи гостей, который в то время стал крупнейшим в городе. В ресторане работали несколько кухонь, свои булочная, кондитерская и мясная лавка. В подсобных помещениях размещались паровая прачечная, установка по сжиганию мусора и огромные холодильные установки. В 1912 года в ресторане появились деликатесная лавка и кейтеринг. Специалитетом ресторана считались устрицы, которые продавались во внушительных количествах. Кемпински обзавёлся собственными виноградниками в Германии. Вина хранились в длинных подвалах на Фридрихштрассе и были доступны для любого кошелька. Клиентура ресторана Кемпински охватывала широкие слои населения — от высших кругов до мелкой буржуазии. В роскошных интерьерах ресторана Кемпински заказывали как дыню с раками, припущенную сёмгу, оленье седло или клубнику со сливками, так и что-нибудь попроще или маленькие порции за полцены.
Умер 14 марта 1910 года в Берлине. Похоронен на участке T2 Еврейского кладбища в Вайсензее.